# Герб Тындинского района
Герб Тындинского района Амурской области

## Описание герба
«В зеленом поле пониженный волнистый пояс, сопровождаемый вверху идущим оленем, внизу — молотом и топором накрест. Все фигуры серебряные».
Герб Тындинского района в соответствии с Методическими рекомендациями по разработке и использованию официальных символов муниципальных образований (Раздел 2, Глава VIII, п.п. 45-46), утверждёнными геральдическим Советом при Президенте Российской Федерации 28 июля 2006 года может воспроизводиться со статусной короной установленного образца.

## Обоснование символики
Герб языком символов и аллегорий отражает природные и экономические особенности Тындинского района.
Волнообразный серебряный пояс, символизирует реки, протекающие на территории района: Тында, Гилюй, Уркан, Нюкжа, Олёкма с их золотоносными притоками, составляющими важную часть водных ресурсов Севера Амурской области и большой экономический потенциал, связанный с золотодобычей.
Район богат природными ископаемыми, здесь на протяжении 140 лет добывается серебро, золото, ведётся освоение месторождений титано-магнетитовых руд, опоискованы запасы апатитов, анортозитов, мраморов, каменного угля и других редкоземельных ископаемых.
В верхней части щита расположен серебряный северный олень, символизирующий уникальную северную природу и этническое местонахождение коренного народа — эвенков. Олень — символ воина, перед которым бежит неприятель.
В нижней части щита расположены пересекающиеся серебряные путейский молот и топор, символизирующие строительство и эксплуатацию железнодорожной магистрали, положившей начало большого экономического развития Дальневосточного региона по освоению месторождений каменного угля, лесных богатств северной части территории Амурской области.
Зеленый цвет — символ природы, молодости, здоровья, жизненного роста.
Серебро — символ чистоты и совершенства, мира и взаимопонимания.
Утвержден решением Тындинского районного Совета народных депутатов от 3 октября 2007 года № 413 и внесен в Государственный геральдический регистр Российской Федерации под № 3974.
Герб создан при участии Союза геральдистов России.